# 無 (佛教)
無，又被譯為非有，無有，無有物，無有生，無法，無物，無相，無性，無體，除，離，非等，佛教術語，為有（bhāva）的反義詞，意為不存在，消失，無有，死亡等。這個術語源自於古印度哲學，在古印度學派中，如勝論派等，也使用這個名詞來進行哲學討論，延續到印度教中，無仍然是個重要觀念。
在佛教中，以緣起觀念來進行對有與無的討論，釋迦牟尼主張應遠離有、無二邊，行於中道，成為佛教的基本教義之一。

## 詞源
無，其字根來自有，加上否定詞頭（a-）之後，形成反義詞。有（bhāva），源自於梵文動詞भू（bhū），意思為「成為」、「變成」，根源於原始印歐語系詞詞根*bʰuH-，存有（英語：Being）也是來自相同詞根。作為有的反義，無（abhāva）的字面意思為非存在，不成為。
在梵文中，有另一個名詞，也被譯為有。其反義字（nāsti），同樣也被漢譯為無。

## 概論
有（bhāva）可以被用來指有情眾生存在的狀態，生命持續的狀態，而無可以被用來指死亡，生命消失．不再持續。抽象的來說，無可以用來指某個法，因為喪失了其成為有的性質，也就是喪失其自性之後，不再能夠維持其存在的狀態。
佛教以緣起來觀察、分別法，了解世間法的本性為無實，無堅固，十二緣起的有，是依緣起而有，其無，也是依緣滅而無。釋迦牟尼主張，如實正觀世間集不生世間無見，如實正觀世間滅不生世間有見，遠離二邊。